# Ma Kelly's Greasy Spoon
Ma Kelly's Greasy Spoon is het derde studioalbum van de Britse rockgroep Status Quo. Dit album, dat werd uitgebracht in augustus 1970, haalde de hitlijsten niet. Met dit album lieten ze voor het eerst de psychedelische rock achter zich en begonnen ze met hardrock te experimenteren.

Het resultaat van hun eerste experimenten met hardrock was het nummer "Down the Dustpipe", dat werd uitgebracht als single in maart 1970. Op de B-kant stond het door Francis Rossi en Rick Parfitt geschreven nummer "Face Without a Soul", dat eerder verscheen op het album Spare Parts. Rossi vertelde over dit nummer het volgende: 
It was the first record to feature our soon-to-be trademark boogie shuffle.
Hoewel radiopresentator Tony Blackburn "Down the Dustpipe" diskwalificeerde met de woorden "down the dustbin for this one", werd het een betrekkelijk grote hit. Het bereikte de twaalfde positie in de Britse hitlijst en bleef zeven weken lang in de top vijftig.
In oktober 1970 werd opnieuw een single uitgebracht dat niet op het album stond, "In My Chair", met het nummer "Gerdundula" als B-kant. "Gerdundula" werd geschreven door Rossi en Young tijdens een verblijf in Duitsland en werd later opnieuw opgenomen voor hun volgende album, Dog of Two Head. De titel verwijst naar hun Duitse vrienden Gerd en Ula. Deze single bereikte de 21ste positie.

## Composities
| Nr. | Titel                                              | Duur |
| --- | -------------------------------------------------- | ---- |
| 1.  | Spinning Wheel Blues (Rossi/Young)                 | 3:21 |
| 2.  | Daughter (Lancaster)                               | 3:01 |
| 3.  | Everything (Rossi/Parfitt/Lancaster)               | 2:36 |
| 4.  | Shy Fly (Rossi/Young)                              | 3:49 |
| 5.  | April, Spring, Summer and Wednesdays (Rossi/Young) | 4:12 |
| 6.  | Junior's Wailing (White/Pugh)                      | 3:33 |
| 7.  | Lakky Lady (Rossi/Parfitt)                         | 3:14 |
| 8.  | Need Your Love (Rossi/Young)                       | 4:46 |
| 9.  | Lazy Poker Blues (Green/Davis)                     | 3:37 |
| 10. | Is it Really Me/Gotta Go Home (Lancaster)          | 9:34 |

| Nr. | Titel                                                  | Duur |
| --- | ------------------------------------------------------ | ---- |
| 11. | Is it Really Me/Gotta Go Home (Demo Mix) (Lancaster)   | 6:54 |
| 12. | Daughter (Demo Mix) (Lancaster)                        | 2:57 |
| 13. | Down the Dustpipe (BBC Session) (Grossmann)            | 2:04 |
| 14. | In My Chair (BBC Session) (Rossi/Parfitt)              | 3:14 |
| 15. | Gerdundula (BBC Session) (Manston/James)               | 3:49 |
| 16. | Down the Dustpipe (BBC Session) (Grossmann)            | 1:49 |
| 17. | Junior's Wailing (BBC Session) (White/Pugh)            | 3:01 |
| 18. | Spinning Wheel Blues (BBC Session) (Rossi/Young)       | 2:17 |
| 19. | Need Your Love (BBC Session) (Rossi/Young)             | 2:29 |
| 20. | In My Chair (1975 Pye Promo Flexidisc) (Rossi/Parfitt) | 1:37 |

## Bezetting
- Francis Rossi - gitaar, zang
- Rick Parfitt - gitaar, zang
- Alan Lancaster - basgitaar, zang
- John Coghlan - drums
- Roy Lynes - orgel